# 国民革命军第四十六军
國民革命軍第四十六軍，先后组建3个。

## 黃埔系（1927—1928）
1927年8月，广州黄埔军校教导师、黄埔军校新编师和原属国民革命军第六军第18师苏士安部以及驻在湘南、湘西的陈渠珍、廖湘云、许克祥等师合编组成新编第十三军，由黃埔軍校教育長方鼎英任军长，归第八路军总指挥李济深节制。1928年2月新编第13军因与白崇禧、陈嘉祐的第13军番号重复，遂改名稱為第四十六軍，方鼎英任军长，何浩若任参谋长。下辖3个师：
- 新编第4师，师长唐星（黄埔军校入伍生部副部长兼军事教导总队总队长）
- 新编第5师，师长张春浦（黄埔军校教授部副主任）
- 新编第6师，高霁任师长。

北伐結束後，因民國十七年（1928）7月国民政府编谴会议的決定，四十六軍和國民革命軍第十軍合编为國民革命軍第10師，方鼎英任师长兼第28旅旅长。

## 陝西系（1935-1938）
1930年中原大战勝利後，蒋介石把陝西省軍閥胡景翼所屬的国民二军新编第5师改编为國民革命軍第28師；陕军李纪才部和邓英部合编为新编第13师，1931年6月改番号为國民革命軍第79師。
1935年12月以第28、第79师编成第46军。樊崧甫任军长，郭忏为副军长，隶属豫皖绥靖公署。1936年西安事变发生后，被编为第一纵队，樊崧甫任指挥官。该军抢占潼关。1937年隶属西安行营。1938年春隶属汤恩伯第二十军团参加徐州会战、武汉会战。1938年底因无法补充减员，撤销番号。樊崧甫改任第九战区湘鄂赣边区游击总指挥。
- 第28师：师长王懋德/1936年11月董钊。辖郭钟麟/李梦笔、杨四忠/张景骞旅。1938年底拨属第十六军
- 第79师：师长樊崧甫/1936年4月陈安宝，辖段朗如、李祖白旅。

## 新桂系（1939—1950）
1939年2月，以新桂系部隊為主體的國民革命軍第八軍團麾下之國民革命軍第七軍與國民革命軍第四十八軍分別抽調國民革命軍第170師、國民革命軍第175師，搭配新編成的國民革命軍新編第19師等3個步兵師合組出軍級部隊，獲得國民革命軍第四十六軍之編號，軍長由當時的軍團指揮官夏威兼任。第八軍團在抗戰中改名為國民革命軍第16集團軍，总部驻贵县。总司令夏威，副总司令蔡廷锴、韦云淞
- 军长夏威/何宣代理 军部驻南宁
- 第170师 （師長黎行恕）
- 第175师  师长莫树杰兼任合浦守备司令
  - 第五二三团，团长黄法睿
  - 第五二四团团长巢威
  - 第五二五团团长黄炳钿
  - 补充团团长谢庆南
- 新编第19师  师部驻钦县小董。防城、钦县、大垌各驻一个团。
- 副官处长陆镇亚
- 参谋处长翁敬荣
- 秘书曹宗铎、唐天磨，洋文秘书李景
- 三个直属营

1939年11月15日军在钦州湾登陆，桂南会战开始。新19师守邕钦县和防城，對抗日軍臺灣混成旅團攻擊。由於新19師在訓練與裝備補充皆不充分，無法對抗日軍攻擊，在11月19日擊破新19師設於小董的師部，旋即北上南寧，新19師師長黃固逃跑。由於防禦遭到多面夾擊，四十六軍在11月24日棄守南寧，军部转移到二塘。
由於四十六軍的戰力尚屬可戰，隨後被桂林行辕主任白崇禧編入反攻東路軍，投入昆仑关战役。崑崙關戰役中四十六軍沿著邕欽公路南下牽制日軍，掩護主力部隊攻下崑崙關。在崑崙關戰役結束後日軍發起逆襲，白崇禧在民國二十九年（1940）1月下令四十六軍在鬱江一代設防阻止日軍重新佔領崑崙關，但因日軍主力成功佔領賓陽，使得四十六軍進駐的防禦區並沒有達成阻止日軍北進的效果。隨後四十六軍被下令撤退，雖然四十六軍在戰役初期表現不佳，但是在會戰中後期皆有著正常表現，使得代理軍長何宣在戰後未被責罰，而是得到記功表彰。
民國三十年（1941），四十六軍軍長由三十一軍副軍長黎行恕接任，此後四十六軍北調湖南省衡陽強化第九戰區防禦。隨後四十六軍佈防在洞庭湖湖南區段，由於九戰區後來戰力得到補充，四十六軍轉編給第四戰區，進駐廣西省柳州市。1944年5月，四十六軍投入长衡会战，作為拯救衡陽城守軍的救援部隊運用，但最後未能攻破日軍防線，衡阳保卫战失敗後，四十六軍撤回廣西省桂林，並投入在1944年10月下旬至11月爆發的桂林保卫战，不過四十六軍的部隊在該役被分拆給不同單位使用，175師與新19師被佈署在桂林城外，170師則歸桂林城防指揮部使用。
四十六軍軍部未能指揮部隊作戰，桂林失守後軍部撤退至貴州省與廣西省交界的廣西省南丹縣六寨鎮整頓收攏殘兵，而在該戰役中四十六軍損失沉重，170師副師長胡厚基戰死，伤亡与逃散者占全軍三分之一以上，由於另一個在桂柳會戰重創的第三十一军狀況更糟，軍委會在民國三十四年（1945）4月將四十六軍與三十一軍合併，以四十六軍的名稱存續。
合併後的四十六軍，下轄新19師、175師，以及三十一軍殘餘的188師，170師則在桂林城防暫時即因耗損過大編入131師，提前解編，因此整合後的四十六軍仍然只有三個師。此外，整併後的四十六軍軍長由第16集團軍副司令韩练成出任。
抗日战争胜利后，1945年双十节，韩练成率部渡过琼州海峡，以第四十六军军长身份兼任海南岛防卫司令官、行政院特派海南区接收协调委员会主席、海南区受降司令官、接收委员会主任委员等职，集海南党政军权于一身，接受日军投降。新19师担任琼南接收和警戒任务。1946年1月，韩练成带少数随员乘小火车由三亚到石碌视察铁矿途中，遭到琼崖纵队一支小部队伏击，火车被打翻，韩练成腰骨扭伤，随员1死3伤。韩练成被离职休养，送到南京养伤，由海兢强（白崇禧的外甥）代理军长职务。海兢强下令进攻琼崖纵队根据地白沙，琼崖纵队受到了很大损失。四十六军为主力对琼纵展开围剿。2月底，韩练成返回海口，立即以整编部队为由，终止了对琼纵的进剿。
1946年5月，改为整编第46师。1946年6月，由海南岛调往山东战场，1947年1月编入李仙州南进兵团。华东野战军派陈子谷持“洪为济”的信来找韩练成，随之华东局民运部部长魏文伯以华东局秘书长名义、华东军区政治部主任舒同于1947年1月2日抵达平度县城四十六军军部会谈，向韩练成军部派来了胶东军区政治部联络科科长杨斯德化名李一明、胶东军区政治部联络科副科长解魁化名刘质彬。先后参加了平度安丘战役。该军2月3日全部到达博山。4日由博山出发，8日占领莱芜、新泰两城。1947年2月莱芜战役被歼灭。1947年6月重建，隶属于驻蚌埠的第八绥靖区。
1948年9月在九江、安庆地区担任防御任务。1949年4月下旬渡江战役后，撤至赣西、湘南、湘桂边界等地区，隶属第3兵团、第10兵团指挥，参加了湘赣战役、衡宝战役和湘桂边界阻击解放军南下的作战等。1949年12月11日在广西隆安被歼。军长谭何易脱逃，率余部（1,970人，其中军官216人，士兵1,750人，眷属4人）进入越南。1950年2月，在越国军改编为国军管训总处，谭何易出任第2管训处处长，旋被调升为总处副司令官。